# Ngắm Mùa Chay
Les Ngắm Mùa Chay ou méditation de carême, aussi connues comme ngắm dung (méditation debout) sont une dévotion catholique contenant de nombreux hymnes qui ont été composés au Vietnam au 17e siècle. La dévotion est avant tout une réflexion chantée et une méditation sur la Passion du Christ et les peines de sa mère Marie.

## Histoire
Alexandre de Rhodes, missionnaire jésuite au Vietnam attaché à l'inculturation de la foi catholique, développe les méditations de carême au 17e siècle. Il raconte lui-même leur origine dans son Histoire du Royaume du Tonkin. Son but était de « permettre aux chrétiens de participer à la liturgie de la Semaine sainte, en particulier à l'office des Ténèbres, et de contourner leur ignorance du latin ». 
L'office s'inspire du théâtre classique vietnamien (cheo, tuong).  En fait, il intègre la forme poétique vietnamienne et le style de lamentation connu sous le nom de song thất lục bát (七 六八, littéralement «double septain, six huit») avec une ancienne tradition chrétienne de lamentation populaire sur les douleurs du Christ en lien avec la Via Crucis. La découverte des manuscrits originaux du missionnaire jésuite Giralamo Maiorica en utilisant le script Nom révèle une conservation continue du texte original, qui est cité textuellement dans un ensemble de Ngắm de 1865 de la Passion encore en usage à ce jour. 

## Structure
L'office est écrit en langue vietnamienne et composé d'une méditation sur les mystères de la Passion en quinze ngam (méditations). 
Les méditations sont cantillées, selon les règles du Đọc kinh. Le ou les chantres se tiennent à l'entrée du sanctuaire. Les méditations peuvent être chantées par un, trois ou même quinze chantres. Le chanteur incline la tête au nom de Jésus ou de Marie et s’agenouille à sa mort. Un tambour et un gong servent de base rythmique, tandis que les fidèles se tiennent debout en prière.  Un crucifix est installé au sommet d’une plate-forme à l’extérieur du sanctuaire et orné d’un chandelier à quinze branches. On éteint systématiquement après chaque méditation une bougie, comme dans l'office des Ténèbres. 
Après chaque méditation, les fidèles répondent en disant un Notre Père, sept Ave Maria et un Gloire au Seigneur. 

## Popularité
Les méditations de carême sont toujours célébrées chaque vendredi de carême et chaque soir de la Semaine sainte, dans de nombreuses régions du Vietnam et dans le monde entier dans les communautés vietnamiennes expatriées. 